# Technomyrmex anterops
Technomyrmex anterops es una especie de hormiga del género Technomyrmex, subfamilia Dolichoderinae. Fue descrita científicamente por Fisher & Bolton en 2007.
Se distribuye por Madagascar. Se ha encontrado a elevaciones de hasta 1080 metros. Vive en microhábitats como la vegetación baja y en orillas de ríos.